# Томпсон (Манітоба)
 То́мпсон  (англ. Thompson) — місто на півночі провінції Манітоба в Канаді.
Місто — другий гірничний центр на півночі Манітоби, у якому видобувають метали нікель, кобальт i мідь та виплавляють і очищують їх.

## Історія
Околиці Томпсона були вперше заселені кочовими індіанськими мисливцями ще 6000 років до н.е. Європейці почали освоювати ці території в 1896 році.
Сучасна історія Томпсона почалася в 1956 році, коли 4 лютого були виявлені основні поклади руди після десяти років геологорозвідувальних робіт в регіоні. Громада була заснована в 1957 році відповідно до угоди з урядом провінції Манітоба і Inco Limited. Томпсон був названий на честь голови Inco, Джона Ф. Томпсона. Томпсон було зареєстровано як селище в 1967 році на столітній ювілей Канади, а в 1970 році як місто, в королівській присутності королеви Єлизавети II, досягнувши населення 20 000 чоловік.

## Клімат
У Томпсоні відзначений субарктичний клімат (за класифікацією Кеппена), з довгими, холодними зимами і коротким, але теплим літом. Температура від -25 °C в січні до 15,8 °C в липні, а середньорічною є -3.2 °C. Річна кількість опадів 517 мм випадає з червня по вересень, взимку аж ніяк не позбавлений опадів. Сніг випадає головним чином з жовтня по травень, і, як правило, має невеликі накопичення в червні та вересні в розмірі 186 сантиметрів на рік.
| Клімат Томпсона             | Клімат Томпсона | Клімат Томпсона | Клімат Томпсона | Клімат Томпсона | Клімат Томпсона | Клімат Томпсона | Клімат Томпсона | Клімат Томпсона | Клімат Томпсона | Клімат Томпсона | Клімат Томпсона | Клімат Томпсона | Клімат Томпсона |
| Показник                    | Січ.            | Лют.            | Бер.            | Квіт.           | Трав.           | Черв.           | Лип.            | Серп.           | Вер.            | Жовт.           | Лист.           | Груд.           | Рік             |
| Абсолютний максимум, °C     | 8,1             | 8,2             | 19,1            | 29,4            | 32,6            | 37,4            | 35,9            | 34,6            | 32,2            | 24,6            | 13,4            | 5,0             | 37,4            |
| Середній максимум, °C       | −19,4           | −13,7           | −5,2            | 4,9             | 13,4            | 19,7            | 22,7            | 21,0            | 12,8            | 4,3             | −7,3            | −16,7           | 3,0             |
| Середня температура, °C     | −24,9           | −20,4           | −12,9           | −2,2            | 6,5             | 12,6            | 15,8            | 14,1            | 7,2             | 0,0             | −12             | −22             | −3,2            |
| Середній мінімум, °C        | −30,5           | −27             | −20,5           | −9,2            | −0,4            | 5,5             | 8,9             | 7,2             | 1,5             | −4,3            | −16,6           | −27,2           | −9,4            |
| Абсолютний мінімум, °C      | −48,9           | −47,8           | −48,3           | −34,4           | −18,3           | −5,6            | −1,1            | −3,5            | −11,1           | −27,1           | −41,1           | −45,6           | −48,3           |
| Норма опадів, мм            | 18.2            | 15.9            | 20.6            | 26.0            | 44.4            | 69.4            | 86.1            | 73.9            | 62.4            | 41.4            | 32.8            | 26.3            | 517.4           |
| --------------------------- | --------------- | --------------- | --------------- | --------------- | --------------- | --------------- | --------------- | --------------- | --------------- | --------------- | --------------- | --------------- | --------------- |
| Джерело: Environment Canada |                 |                 |                 |                 |                 |                 |                 |                 |                 |                 |                 |                 |                 |

## Злочинність
За останні кілька років Томпсон було відзначено Статистичною службою Канади як найжорстокіше місто Канади.
24 липня 2012 року Статистика Канади опублікувала свій щорічний рейтинг злочинності, і Томпсон вже другий рік поспіль очолив Індекс жорстокості у всій Канаді. Місто мало найгірший рівень злочинності у всій Канаді в 2008, 2010, 2011, і 2012 роках. Єдиний рік, в якому Томпсон зайняв не перше місце, був 2009, коли він зайняв друге місце і був класифікований як друге найжорстокіше місто в Канаді.
 В 2011 році журнал «MoneySense» у своєму щорічному рейтингу «Найкращі місця для життя» також визначив Томпсон як місто з найгіршою проблемою злочинності серед 180 міст Канади.